# Sylvie Bérubé
Pour les articles homonymes, voir Bérubé.
Sylvie Bérubé est une administratrice dans le réseau de la santé et femme politique canadienne. 
Lors des élections fédérales de 2019, elle est élue députée de la circonscription d'Abitibi—Baie-James—Nunavik—Eeyou à la Chambre des communes sous la bannière du Bloc québécois.

## Biographie
Elle est directrice du Comité social de l'Hôpital de Val-d’Or et administratrice de la Corporation Taxibus de Val-d’Or. 

### Carrière politique
Sylvie Bérubé est présidente de l'association locale du Parti québécois d'Abitibi-Est pendant trois ans. En juillet 2019, elle est choisie candidate du Bloc québécois pour l'élection fédérale de l'automne suivant. Le 21 octobre, elle est élue avec une majorité de 2 469 voix sur la candidate libérale. En novembre 2019, elle est désignée porte-parole de son parti pour les Affaires autochtones. De plus, le 12 mars 2020, elle est élue vice-présidente du Comité permanent des affaires autochtones et du Nord de la Chambre des communes.

## Vie privée
Sylvie Bérubé grandit à Lebel-sur-Quévillon et réside 15 ans à Senneterre. Elle habite à Val-d'Or et est mère de quatre enfants.